# Sobór Przemienienia Pańskiego w Dnieprze
Sobór Przemienienia Pańskiego (ukr. Спасо-Преображенський собор) – prawosławny sobór w mieście Dniepr, jedna z dwóch katedr eparchii dniepropetrowskiej Ukraińskiego Kościoła Prawosławnego Patriarchatu Moskiewskiego.
Budowę świątyni zaplanowano jako jedną z pierwszych budowli nowo powstającego miasta Jekaterynosław. Projekt powstał w 1786 i miała to być największa tego typu budowla na świecie. Kamień węgielny miała wmurować sama Katarzyna II w czasie oficjalnego otwarcia budowy nowego miasta – w dniu 9 maja 1787. Wraz ze śmiercią carycy budowa zamarła i pierwotnego projektu nigdy nie zrealizowano.
Po zmianie projektu i zmniejszeniu planowanej świątyni budowę zakończono w 1835. W latach 1930–1988 w Soborze nie odprawiano nabożeństw, z wyjątkiem 1941, kiedy podczas okupacji niemieckiej tymczasowo zezwolono na prowadzenie służby. W tym samym roku w czasie walk pomiędzy wojskami sowieckimi i hitlerowskimi na podwórze przed świątynią przyniesiono kilkadziesiąt ciał zabitych z pobliskich ulic. Znajdują się one w braterskiej mogile w pobliżu głównego wejścia do świątyni.
W latach 1975–1988 w świątyni działało muzeum religii i ateizmu. 21 stycznia 1992 świątynię oficjalnie przekazano Ukraińskiej Cerkwi Prawosławnej i od razu przystąpiono do jej restauracji.
Na terenie świątyni pochowanych jest szereg prawosławnych duchownych (biskupi Andrzej (Komarow), Kronid (Miszczenko), Warłaam (Iljuszczenko), księża Władimir Kapustianski, Konstantin Ohijenko, Fiodor Duplenko, Andriej Kirpicznikow).
Liturgie w soborze odprawiane są codziennie o godzinie 7 i 9 rano.

## Galeria

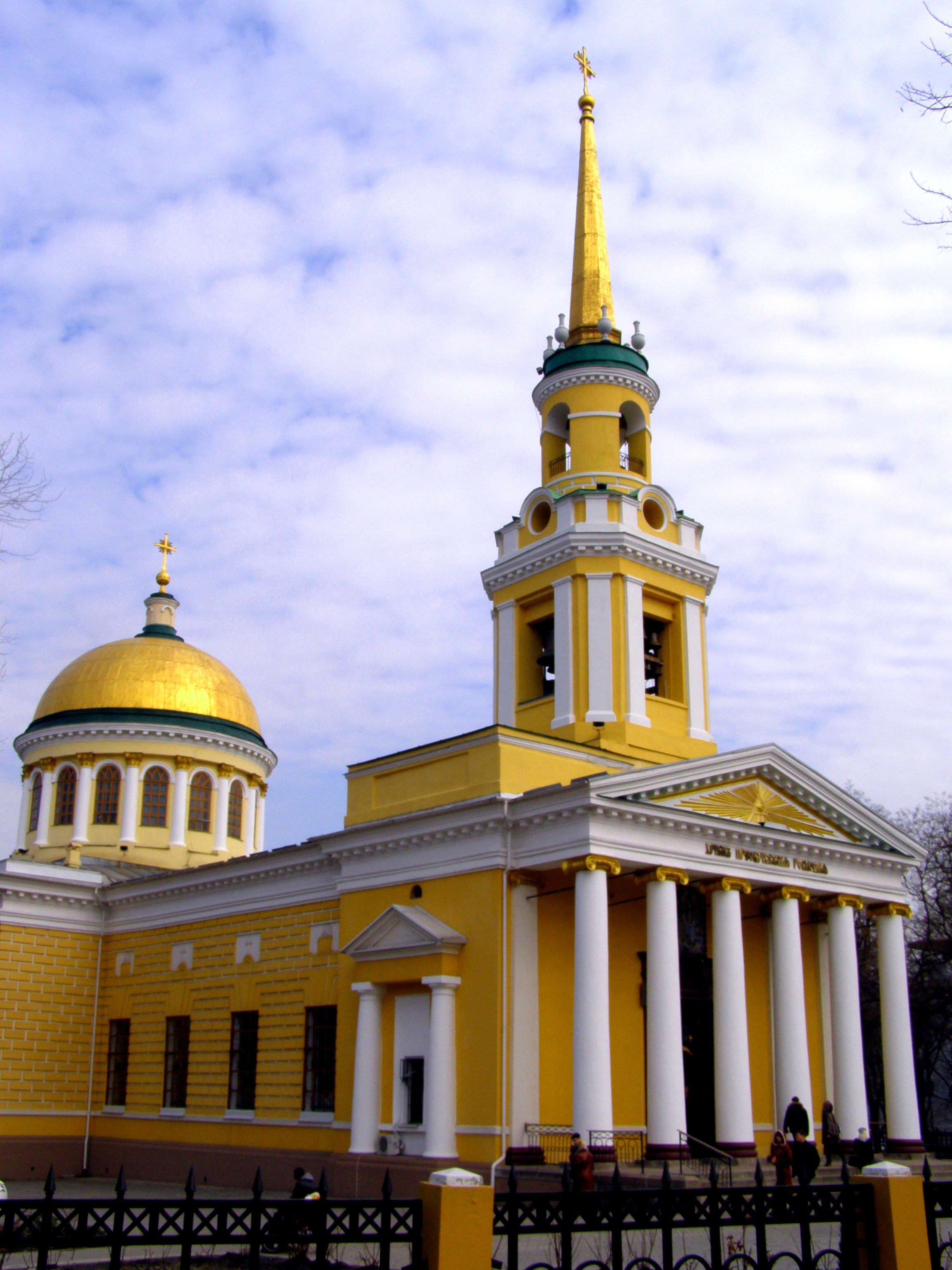
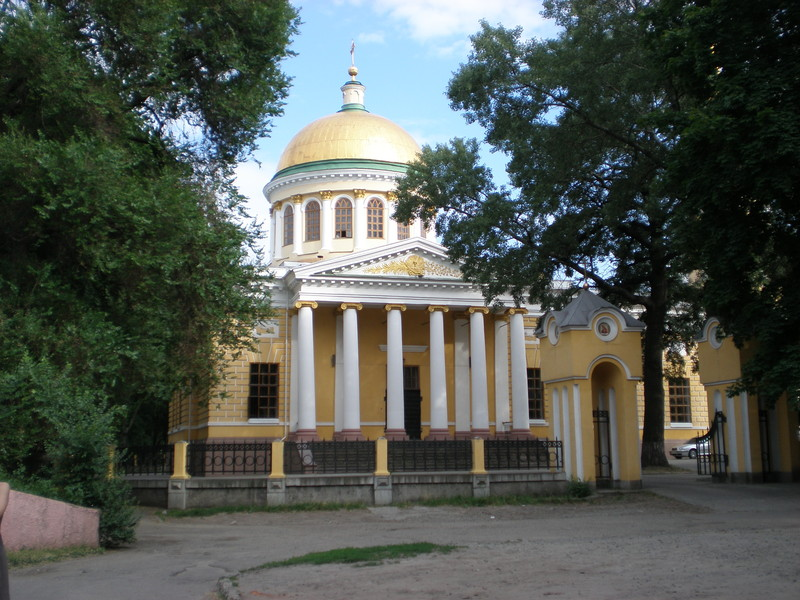
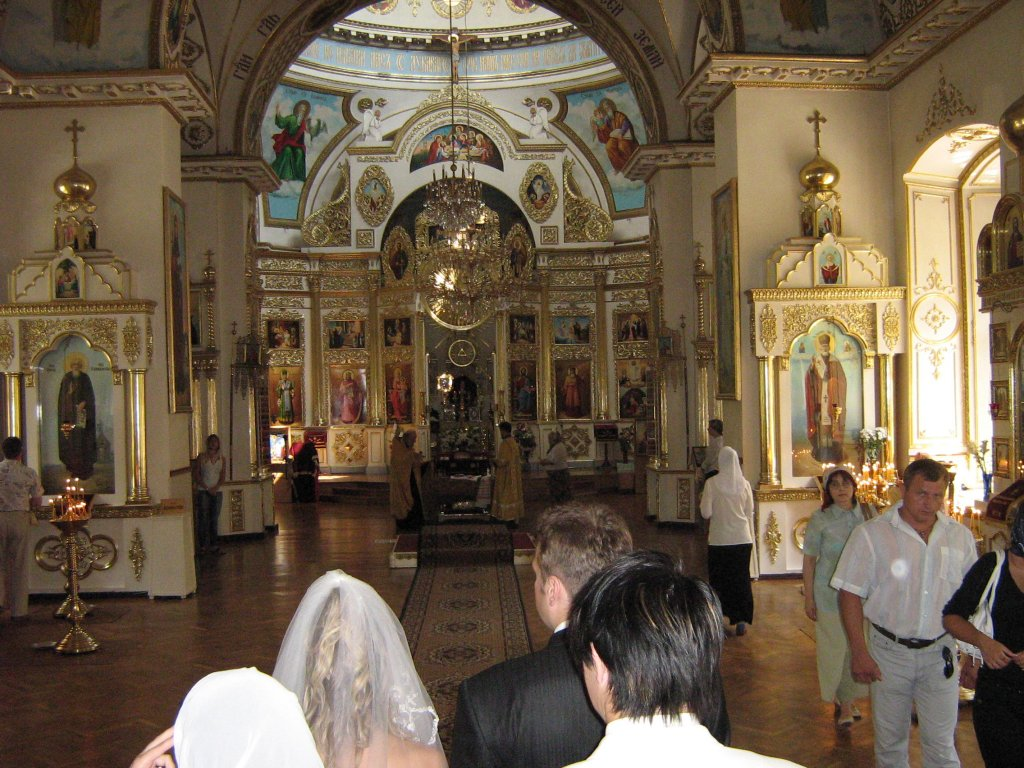
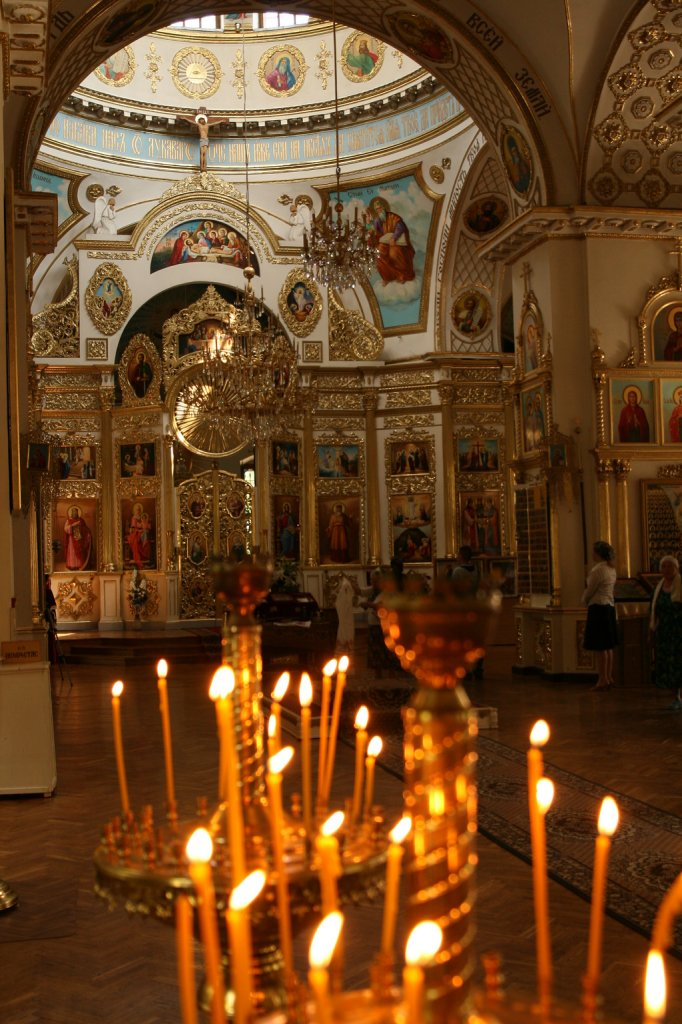